# Chely Lima
Chely Lima (La Habana, 6 de enero de 1957 - Miami, 21 de enero de 2023) es un escritor queer norteamericano de origen cubano. También es narrador, poeta y dramaturgo; así como fotógrafo, editor, guionista de cine y libretista de radio y televisión.

## Biografía
Realizó sus estudios en su ciudad natal. En 1978 comenzó a trabajar en las oficinas del Instituto Cubano del Arte e Industria Cinematográficos) y al año siguiente empezó a colaborar en la radio, escribiendo para un programa musical e informativo.
En 1979 conoció al escritor Alberto Serret, quien se convertiría en su pareja y colaborador de muchos proyectos literarios y artísticos; al año siguiente ambos se mudaron a Isla de Pinos, donde Chely trabajó primero como asesor dramático de un grupo de teatro infantil y, más tarde, como asesor literario. Allí comenzó también su labor como editor de un boletín literario.
Su primer poemario, Tiempo nuestro, apareció en 1981, después de haber ganado el año anterior el Premio 13 de Marzo otorgado por la Universidad de La Habana). Al año siguiente publicó su libro de cuentos, Monólogo con lluvia, que había sido galardonado también en 1980 con el Premio David).
Sus primeros relatos de ciencia ficción salieron a la luz en el libro Espacio abierto (1983), escrito en colaboración con Serret, con el cual también escribió su primera obra de teatro, Retratos, estrenada al año siguiente. En 1985, varios cuentos y poemas de Lima aparecieron en antologías traducidas al checo, ruso e italiano.
En 1986 comenzó a escribir libretos de televisión para el serial Del lado del corazón, en coautoría con Serret. Al año siguiente se estrenó Violente, primera ópera rock cubana, escrita también con Serret.
Su libro de cuentos para niños El barrio de los elefantes recibió en 1987 el Premio 13 de Marzo. A lo largo de ese mismo año escribió la serie televisiva Hoy es siempre todavía, en coautoría con los escritores Alberto Serret, Daína Chaviano y Antonio Orlando Rodríguez. La serie recibió el Premio Especial Pájaro de Fuego en el Concurso Nacional Caracol de Cine y Televisión de la UNEAC.
En 1990 incursionó por primera vez en el género policíaco con el libro de cuentos Los asesinos las prefieren rubias, en coautoría con Alberto Serret. Ese mismo año se estrenó la cantata Señor de la alborada, escrita por la pareja. Al año siguiente se publicó Brujas, su primera novela.
En febrero de ese año, el escritor viajó a Ecuador en compañía de su compañero de vida. Allí desarrolló una laboriosa trayectoria cultural que incluyó proyectos para televisión y radio. Fue editor y colaboró con los diarios ecuatorianos Hoy, El Comercio y La Hora. Además, impartió cursos y talleres para las universidades Católica de Quito y de Guayaquil, Andina Simón Bolívar, CIESPAL, Central de Quito y otras instituciones educacionales.
En 1994 se publicaron en México sus novelas Confesiones nocturnas y Triángulos mágicos. Ese año comenzó a trabajar para el canal nacional ecuatoriano Ecuavisa, donde escribió con Serret las miniseries El Chulla Romero y Flores (1995), 7 lunas, 7 serpientes (1996) y Solo de guitarra (1997). Desde 1997 hasta 2003 formó parte del equipo de libretistas de la serie Pasado y confeso.
En 1998 obtuvo el Premio Juan Rulfo para Literatura Infantil por su cuento El cerdito que amaba el ballet. Dos años más tarde falleció Serret; Lima permaneció en Ecuador tres años más, inmerso en varios proyectos, entre ellos, el guion de la obra Tres historias de hotel, estrenada en Quito en 2001.
Chely Lima se mudó a Buenos Aires en 2003, donde permaneció otro trienio. Allí se integró al equipo de guionistas de la telenovela Yo vendo unos ojos negros (Ecuavisa); impartió clases de guion y dramaturgia, y en 2006 escribió, junto a José Zambrano Brito, el guion para el largometraje Filo de amor, dirigido por este. La película es una adaptación de la novela homónima de Lima.
A finales de ese año viajó a San Francisco (California), donde realizó una pasantía en el Museo de Bellas Artes M.H. de Young de esa ciudad. En 2007 inició su carrera como fotógrafo.
En 2008 se trasladó a Miami (Florida), donde estuvo residiendo impartiendo talleres de literatura creativa y de guion para el Florida Center for the Literary Arts del Miami-Dade College y otras instituciones.
Falleció en Miami a los 66 años por complicaciones cardiovasculares relacionadas con una enfermedad autoinmune.

## Obra

### Poesía
- 2017: What the Werewolf told them - Lo que les dijo el licántropo (The operanting system, EE. UU.). Traducción de Margaret Randall.
- 2013: Discurso de la amante (Imagine Clouds Editions, EE. UU.).
- 2011: Todo aquello que no se dice (Letras Cubanas, La Habana).
- 2004: Zona de silencio (Sur Editores, Quito).
- 1992: Rock sucio (UNION, La Habana).
- 1989: Terriblemente iluminados (UNION, Colección Contemporáneos, La Habana).
- 1981: Tiempo Nuestro (Universidad de La Habana).

### Ficción para adultos
- 2016: Triángulos mágicos (Ediciones Territoriales, Colección Capiro, Cuba).
- 2015: Lucrecia quiere decir perfidia (Ediciones Bagua, España).
- 2014: Triángulos mágicos (Eriginal Books, EE. UU.).
- 2014: Memorias del tiempo circular (Eriginal Books, EE. UU.).
- 2010: Lucrecia quiere decir perfidia (novela, Ediciones Malecón, Linkgua USA).
- 2010: Isla después del diluvio (novela, Ediciones Malecón, Linkgua USA).
- 1994: Confesiones nocturnas (novela, Editorial Planeta, México).
- 1994: Triángulos mágicos (novela, Editorial Planeta, México).
- 1993: Los hijos de Adán (cuentos, Letras Cubanas, La Habana).
- 1991: Brujas (novela, Letras Cubanas, La Habana).
- 1990: La desnudez y el alba (dos noveletas, en coautoría con Alberto Serret, Editorial Letras Cubanas, La Habana).
- 1990: Los asesinos las prefieren rubias (cuentos policíacos y de suspense, escritos con Alberto Serret, Editorial Letras Cubanas, La Habana).
- 1983: Espacio abierto (cuentos de ciencia ficción, escritos con Alberto Serret, UNION, Colección Radar, La Habana).
- 1982: Monólogo con lluvia (cuentos, UNION).

### Ficción para niños y jóvenes
- 2010: El planeta de los papás-bebés (cuento, en colaboración con Sergio Andricaín, Editorial Panamericana, Bogotá).
- 2006: Abuela Trina y Marrasquina van a la ciudad (cuento, Editorial Panamericana, Bogotá).
- 2000: El jardín de los seres fantásticos (viñetas, Editorial Magisterio, Bogotá).
- 1998: El cerdito que amaba el ballet (cuento, Premio Juan Rulfo de Literatura Infantil, Monte Ávila, Caracas).
- 1997: La tarde en que encontramos un hada (cuentos, Editorial Libresa, Quito).
- 1987: El barrio de los elefantes (cuentos, La Habana; segunda edición: Editorial Colina, Bogotá).

### Teatro
- 2001: Tres historias de hotel.
- 1992: Un plato de col agria (escrita con Alberto Serret).
- 1990: Señor de la alborada  (cantata, escrita con Alberto Serret).
- 1987: Violente (ópera rock, escrita con Alberto Serret).
- 1984: Sicotíteres (seis pequeñas piezas teatrales para niños, escritas con Alberto Serret).
- 1984: Retratos (escritas con Alberto Serret).

### Cine, Televisión y Radio
- 2006: Filo de amor (guion y adaptación para cine de su novela homónima, en colaboración con José Zambrano Brito).
- 2003: Yo vendo unos ojos negros (diálogos para libretos de TV, bajo la dirección autoral de Ana Montes; Ecuavisa, Quito y Buenos Aires).
- 2001: Programa de Literatura (libretos para radio y conducción, en colaboración con Mercedes Falconí; Radio La Luna, Quito).
- 1997: Solo de guitarra (libretos para TV, basado en una idea de Historia de Shunkin, del escritor Junichiro Tanizaki, en colaboración con Alberto Serret; Ecuavisa).
- 1997-2002: Pasado y confeso (varios libretos de TV, la mayoría en colaboración con Alberto Serret; Ecuavisa).
- 1995: Siete lunas, siete serpientes (libretos para TV, adaptación de la novela homónima de Demetrio Aguilera Malta, en colaboración con Alberto Serret; Ecuavisa, Quito).
- 1994: Sección New Age del Programa Familia (libretos para radio y conducción; Radio Quito).
- 1994: El chulla Romero y Flores (libretos para TV, adaptación de la novela homónima de Jorge Icaza, en colaboración con Alberto Serret; Ecuavisa, Quito).
- 1993: Tu nombre es Mujer (libretos para radio, en colaboración con Alberto Serret; Radio CIESPAL, Quito).
- 1991-92: No hacen falta alas (libretos para radio, en colaboración con Alberto Serret; Radio Progreso, La Habana).
- 1990: Shiralad o el regreso de los dioses (libretos para TV, en colaboración con Alberto Serret; Canal Cubavisión, La Habana).
- 1990: Castillo de cristal (libretos para TV, en colaboración con Alberto Serret; Canal Cubavisión, La Habana).
- 1989: Solteronas en el atardecer (guion para cine, en colaboración con Alberto Serret y Guillermo Torres).
- 1987: Hoy es siempre todavía (libretos para TV, en colaboración con Alberto Serret, Daína Chaviano y Antonio Orlando Rodríguez; Canal Cubavisión, La Habana).
- 1987: Que viva el disparate (libretos para TV, en colaboración con Alberto Serret, Daína Chaviano y Antonio Orlando Rodríguez; Canal Cubavisión, La Habana).
- 1986: Del lado del corazón (libretos para TV, en colaboración con Alberto Serret; Cubavisión, La Habana).
- 1982-83: Cuentos de Pepe Toronja (libretos para radio; Radio Caribe, Isla de la Juventud, Cuba).
- 1979: Programa Musical de la EGREM (libretos para radio; Radio Metropolitana, La Habana).

## Premios y reconocimientos
- Premio 13 de marzo de 1980 por el poemario Tiempo nuestro (Universidad de La Habana).
- Premio David 1980 por su libro de cuentos Monólogo con lluvia
- Premio 13 de marzo de 1987 por El barrio de los elefantes
- Premio Nacional de Teatro de la UNEAC 1992 por Un plato de col agria (escrita con Alberto Serret).
- Premio Juan Rulfo 1998, categoría Literatura Infantil, por El cerdito que amaba el ballet